# V Centauri

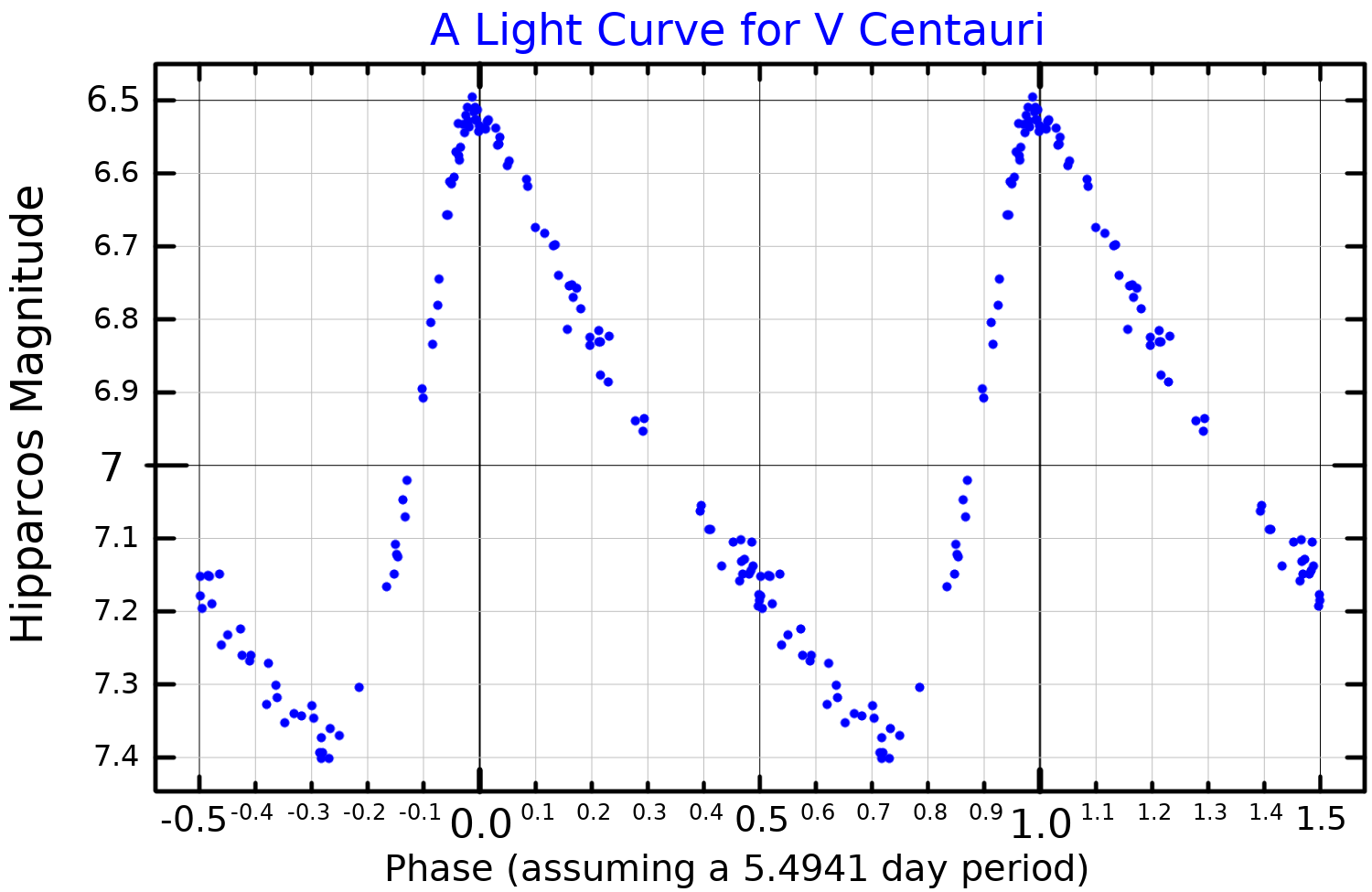
Curva de luz de V Centauri

V Centauri (V Cen / HD 127297 / HR 5421) es una estrella variable en la constelación de Centauro. 
Semejante a Mekbuda (ζ Geminorum) o β Doradus, es una cefeida cuyo brillo oscila entre magnitud aparente +6,43 y +7,21 en un período de 5,4938 días.
En esta clase de variables pulsantes, existe una relación, llamada ley período-luminosidad, que vincula directamente su magnitud absoluta con su período de pulsación, lo que las convierte en importantes candelas estándar para medir distancias en el universo.
V Centauri es una supergigante amarilla de tipo espectral medio F5Ia —variable entre F5 y G0— con una temperatura efectiva de ~ 5920 K.
Tiene un radio comprendido entre 40 y 45 veces el radio solar y una masa 5,0 veces mayor que la del Sol.
Presenta un contenido metálico comparable al solar, siendo su índice de metalicidad [Fe/H] = +0,04.
La distancia de V Centauri respecto al sistema solar ha sido estimada en 2200 ± 68 años luz.
No obstante y de acuerdo a otro estudio, su pertenencia al cúmulo abierto NGC 5662 —V Centauri es una «cefeida de cúmulo» al igual que U Sagittarii o S Normae— elevaría su distancia hasta los 2575 años luz.